# Margherita Corrado
Margherita Corrado (Crotone, 11 maggio 1969) è una politica italiana.

## Biografia
Laureata in Lettere classiche, con un master in archeologia, viene eletta senatrice alle elezioni politiche del 2018 nelle file del Movimento 5 Stelle.
Il 17 febbraio 2021 è tra i 15 senatori che non hanno votato la fiducia al governo Draghi; il giorno seguente il capo politico del M5S, Vito Crimi, annuncia l'espulsione di tutti i 15 senatori che non hanno votato la fiducia al governo nel giorno precedente.
Il 6 luglio 2021 annuncia la propria candidatura a sindaco di Roma alle imminenti elezioni amministrative con la lista "Attiva Roma", alle quali raccoglie 617 voti (0,06%).
Il 27 aprile 2022 con alcuni ex M5S e i senatori del Partito Comunista e di Italia dei Valori dà vita al gruppo parlamentare C.A.L. (Costituzione Ambiente Lavoro) - PC - IdV. Termina il proprio mandato parlamentare nell'ottobre successivo.

## Pubblicazioni
- Pubblicazioni in Academia.edu, su independent.academia.edu.
- Blog in FameDiSud, su famedisud.it.